# 키밤
키밤은 대한민국의 래퍼다. 2013년 디지털 싱글 앨범 [I`M READY]로 데뷔했다.

## 방송
- 방구석 래퍼 (2022) - Top10

## 공연
- The Ugly Junction, Live Vol.43 - 발아장원전4 (2016)

## 작곡
- EXID - 낮보다는 밤 (2017)